# Demostración mediante ejemplo
La demostración mediante ejemplo (también denominada generalización inapropiada) es una falacia lógica por la cual uno o más ejemplos son esgrimidos como "demostración" de una afirmación más general.
Esta falacia posee la siguiente estructura, y forma argumental:
Estructura:
Yo sé que X es de determinada manera.
Por lo tanto, cualquier cosa relacionada con X es de esa misma determinada manera.
Forma argumental:
Yo sé que x, que es un miembro del grupo X, posee la propiedad P.
Por lo tanto, todos los otros elementos de X poseen la propiedad P.
Ejemplo:
Yo he visto a una persona matar a alguien de un disparo.
Por lo tanto, todas las personas son asesinos.
Es evidente el error en este argumento anterior, pero argumentos con "la misma forma" pueden, a veces, parecer convincentes, como en el ejemplo siguiente:
Yo he visto a varios gitanos robar.
Por lo tanto, los gitanos (todos) deben de ser ladrones.

## Cuando es verdadera
Sin embargo, la "demostración mediante ejemplo" es válida cuando conduce de una premisa singular a una conclusión existencial, en otras palabras, se fundamenta en que los elementos que sean ese "algo" o estén relacionados con este, puede que tengan la capacidad o facultad de ser de esa determinada manera, aunque no necesariamente lo sean. Por ejemplo:
Sócrates es sabio.
Por lo tanto, existen algunas personas que son sabias.
(o)
Yo he visto a una persona robar.
Por lo tanto, las personas pueden robar.
Esta es una versión informal de la regla lógica conocida como introducción existencial, (también denominada particularización o generalización existencial).